# ミケル・アロンソ
ミケル・アロンソ・オラーノ（Mikel Alonso Olano, 1980年5月16日 - ）は、スペインバスク州ギプスコア県トロサ出身の元サッカー選手。現役時代のポジションはミッドフィールダー。

## 来歴
父親のペリコ・アロンソは元スペイン代表で、レアル・ソシエダに在籍したスター選手だった。シャビ・アロンソは弟で、ソシエダ時代のチームメイト。若手時代はシャビとミケル・アランブルの牙城を崩せず出場機会が少なかったが、シャビが2004年にリヴァプールFCに移籍するとすぐにレギュラーに定着した。
2014年7月14日、セグンダ・ディビシオンBのレアル・ウニオンに加入することが発表された。
2018年、現役引退を発表した。

## 所属クラブ
- レアル・ソシエダB 1999-2002
- レアル・ソシエダ 2002-2009.1

→  CDヌマンシア 2003-2004 (loan)
→  ボルトン・ワンダラーズFC 2007-2008 (loan)
- CDテネリフェ 2009.1-2011
- チャールトン・アスレティックFC 2011-2012
- レアル・ウニオン 2014-2018